# Dalibor
Dalibor ist eine Oper in drei Akten des tschechischen Komponisten Bedřich Smetana. Das Libretto stammt von Josef Wenzig, die tschechische Fassung von Ervín Špindler. Dem Libretto liegt die Geschichte des böhmischen Ritters Dalibor von Kozojedy um 1498 zugrunde. Die Uraufführung der Oper fand unter der Leitung des Komponisten am 16. Mai 1868 im Novoměstské divadlo (Neustädter Theater) in Prag anlässlich der Grundsteinlegung des Nationaltheaters Prag statt.

## Inhalt

### Vorgeschichte
Als Dalibor im Krieg zusehen muss, wie sein Freund Zdeněk von Soldaten erschossen wird, beschließt er, dessen Tod zu rächen und sein unterdrücktes Volk zu befreien.

### Erster Akt
Dalibor wird vor Gericht gestellt, da er einen Mord begangen hat. König Vladislav, sein Berater Budivoj und sein Gefolge ziehen ein; die Verhandlung wird eröffnet. Miladas Bruder, der Burggraf, wurde bei einem der Vergeltungsschläge Dalibors getötet. Milada tritt als Klägerin auf. Bei der Gerichtsverhandlung droht Dalibor dem König und bekennt die Tat; er bekommt eine lebenslange Freiheitsstrafe. Beeindruckt von Dalibors heldenhaftem Wesen bittet Milada den König vergeblich um Gnade. Sie bleibt verzweifelt in dem Bewusstsein zurück, dass sie sich in Dalibor verliebt hat. Die Waise Jitka, die von Dalibor viel Gutes erfahren hat, nutzt den Moment, um Milada zu überreden, sich den Kämpfern anzuschließen. Dalibor soll befreit werden.

### Zweiter Akt
Jitka und Vítek, der die Kämpfer anführt, rufen die Truppe zusammen. Sie bereiten einen Aufstand vor. Milada verkleidet sich als junger Mann und erschleicht sich das Vertrauen von Beneš, dem Gefängniswärter Dalibors. Budivoj warnt den Wärter, doch Milada schafft es, zu Dalibor vorzudringen und ihm die Geige zu bringen, um die er bat. In einem Traum sieht Dalibor Zdeněk, doch als Milada erscheint, wacht er auf. Sie gesteht ihm ihre Liebe – er versteht darin eine Botschaft seines ermordeten Freundes und die zwei Verliebten träumen von einer Zukunft in Freiheit, die sie gemeinsam verbringen können.

### Dritter Akt
Budivoj warnt den König Vladislav vor dem Aufstand, der dem Land durch Dalibors Leute droht. Beneš wird hingerichtet, nachdem er berichtet, er habe den Freiheitskämpfern unabsichtlich und unwissentlich geholfen. Vladislavs Traum von Frieden zerbricht an der Realität. Budivoj überredet den König, Dalibor hinrichten zu lassen. Milada will das verhindern und wird dabei tödlich verwundet. Neben dem Leichnam der Geliebten nimmt sich Dalibor das Leben.

## Orchester
Die Orchesterbesetzung der Oper enthält die folgenden Instrumente:
- Holzbläser: zwei Flöten, zwei Oboen, zwei Klarinetten, zwei Fagotte
- Blechbläser: vier Hörner, zwei Trompeten, drei Posaunen
- Pauken, Triangel
- Streicher

## Werkgeschichte

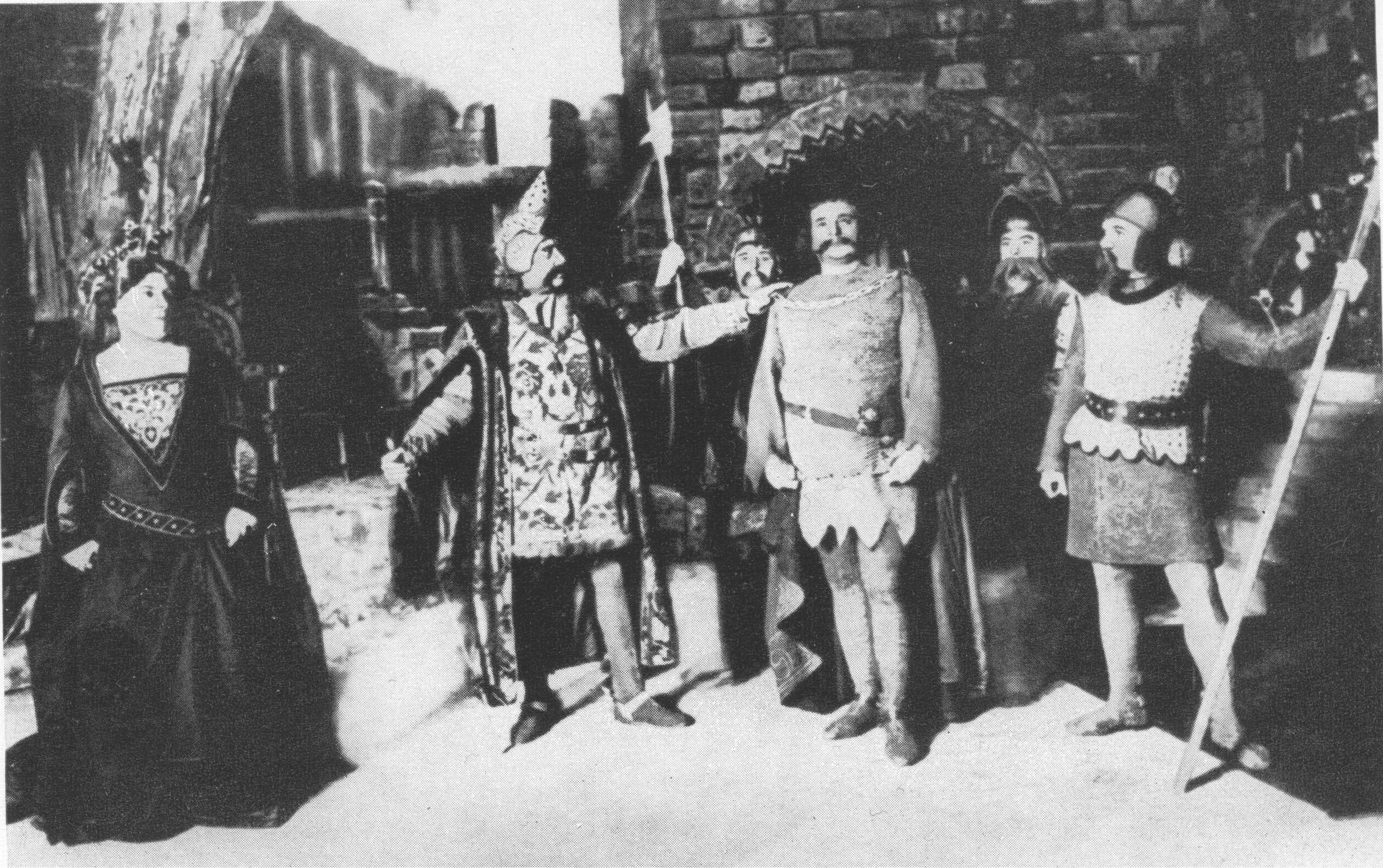
Produktion der Berliner Hofoper, 1909. Dalibor: Ernst Kraus, Milada: Emmy Destinn

Smetana komponierte die Oper zur Grundsteinlegung des tschechischen Nationaltheaters. Der Baubeginn des Theaters offenbarte die Forderung nach nationaler Eigenständigkeit der Tschechen, die damals vom Wiener Kaiserhaus regiert wurden. Die allgemeine Stimmung wirkte sich positiv auf die Premiere aus, doch bereits bei der zweiten Vorstellung war die Oper nicht mehr beliebt. Die Einführung des Leitmotivs wurde kritisiert; man warf Smetana vor, die Musik zu „germanisieren“. 
Nach der Niederschlagung des Prager Frühlings 1968 setzte das Prager Nationaltheater die damals selten gespielte Oper Dalibor wieder auf den Spielplan.